# Plagiohammus confusor
Plagiohammus confusor là một loài bọ cánh cứng trong họ Cerambycidae.